# Памятник Хачатуряну (Москва)
Памятник композитору Араму Ильичу Хачатуряну находится в Москве в Брюсовом переулке в Пресненском районе города.

## История
Памятник Араму Ильичу Хачатуряну был создан на средства мэрии Еревана и передан в дар Москве. Авторами памятника выступили скульптор Георгий Франгулян и архитектор Игорь Воскресенский. Работа над скульптурой продолжалась более года.
Фигура композитора выполнена из бронзы и установлена на небольшой гранитной платформе, на которой двух языках — русском и армянском — выбиты его имя и фамилия. Памятник изображает Хачатуряна в минуту вдохновения рядом с роялем, органом и виолончелью и с нотами на коленях. Место в Брюсовом переулке было выбрано не случайно: оно находится неподалёку от дома в Брюсовом переулке, где жил Хачатурян, а рядом также находятся Московская консерватория и Московский дом композиторов.
Памятник был открыт 31 октября 2006 г. в Год Армении в России. В торжественной церемонии открытия приняли участие президент Армении Роберт Кочарян, мэр Москвы Юрий Лужков и супруга президента Российской Федерации Людмила Путина.